# IC 2213
IC 2213 је спирална галаксија у сазвјежђу Близанци која се налази на листи објеката дубоког неба у Индекс каталогу.
Деклинација објекта је + 27° 27' 52" а ректасцензија 7h 59m 6,5s. Привидна величина (магнитуда) објекта IC 2213 износи 14,5 а фотографска магнитуда 15,3. IC 2213 је још познат и под ознакама MCG 5-19-25, CGCG 148-76, NPM1G +27.0182, PGC 22372.